# Puchar Ameryki Północnej w narciarstwie dowolnym 2022/2023
Puchar Ameryki Północnej w narciarstwie dowolnym 2022/2023 rozpoczął się 17 grudnia 2022 r. w kanadyjskiej Nakisce, natomiast ostatnie zawody sezonu odbyły się 9 kwietnia 2023 r., również w Nakisce.

## Konkurencje
- AE = skoki akrobatyczne
- MO = jazda po muldach
- DM = jazda po muldach podwójnych
- SX = skicross
- SS = slopestyle
- HP = halfpipe
- BA = big air

Na liście klasyfikacji widnieje również oznaczenie MODM, które nie odzwierciedla bezpośrednio żadnej konkurencji. Jest to zsumowana klasyfikacja jazdy po muldach i jazdy po muldach podwójnych.

## Kalendarz i wyniki Pucharu Ameryki Północnej

### Mężczyźni
| Lp. | Data             | Miejscowość                 | Konkurencja | 1. miejsce            | 2. miejsce            | 3. miejsce            |
| --- | ---------------- | --------------------------- | ----------- | --------------------- | --------------------- | --------------------- |
| 1.  | 17 grudnia 2022  | Nakiska                     | SX          | Tanner Murphy         | Callum McEwen         | Gavin Rowell          |
| 2.  | 18 grudnia 2022  | Nakiska                     | SX          | Gavin Rowell          | Tanner Murphy         | Stuart Whittier       |
| 3.  | 21 stycznia 2023 | Apex Mountain               | MO          | Taketo Nishizawa      | Sam Cordell           | Landon Wendler        |
| 4.  | 22 stycznia 2023 | Apex Mountain               | DM          | Taketo Nishizawa      | Samuel Goodison       | Landon Wendler        |
| 5.  | 24 stycznia 2023 | Copper Mountain Resort      | SS          | Charlie Beatty        | Luca Harrington       | Ben Barclay           |
| 6.  | 25 stycznia 2023 | Copper Mountain Resort      | HP          | Hunter Hess           | Nick Geiser           | Luke Harrold          |
| 7.  | 28 stycznia 2023 | Winsport Calgary            | HP          | Nick Geiser           | Adam Fiselier         | Joshua Podulsky       |
| 8.  | 29 stycznia 2023 | Winsport Calgary            | SS          | Tate Garrod           | Jérémy Gagné          | Dylan Deschamps       |
| 9.  | 7 lutego 2023    | Gore Mountain Ski Area      | SX          | Tanner Murphy         | Konnor Kimball        | Jack Mitchell         |
| 10. | 8 lutego 2023    | Gore Mountain Ski Area      | SX          | Tanner Murphy         | Konnor Kimball        | Andrew Wilson         |
| 11. | 8 lutego 2023    | Deer Valley Resort          | MO          | Charlie Mickel        | Louis-David Chalifoux | Daniel Tanner         |
| 12. | 9 lutego 2023    | Deer Valley Resort          | DM          | Charlie Mickel        | Quinn Dawson          | Daniel Tanner         |
| 13. | 11 lutego 2023   | Aspen Snowmass              | HP          | Luke Harrold          | Tristan Feinberg      | Ben Harrington        |
| 14. | 12 lutego 2023   | Aspen Snowmass              | SS          | Luca Harrington       | Jérémy Gagné          | Bruce Oldham          |
| 15. | 15 lutego 2023   | Utah Olympic Park           | AE          | Connor Curran         | Ian Schoenwald        | Elliot Beauregard     |
| 16. | 16 lutego 2023   | Utah Olympic Park           | AE          | Victor Primeau        | Connor Curran         | Gabriel Dion          |
| 17. | 19 lutego 2023   | Utah Olympic Park           | AE          | Connor Curran         | Anthony Noel          | Gabriel Dion          |
| 18. | 20 lutego 2023   | Utah Olympic Park           | AE          | Victor Primeau        | Connor Curran         | Alec Haineault        |
| 19. | 27 lutego 2023   | Le Relais                   | AE          | Alec Haineault        | Connor Curran         | Victor Primeau        |
| 20. | 27 lutego 2023   | Le Relais                   | AE          | Connor Curran         | Victor Primeau        | Ian Schoenwald        |
| 21. | 1 marca 2023     | Sunday River Resort         | SX          | Carson Cook           | Gavin Rowell          | Zachary Reynolds      |
| 22. | 2 marca 2023     | Sunday River Resort         | SX          | Carson Cook           | Tanner Murphy         | Zach Belczyk          |
| 23. | 3 marca 2023     | Val St-Côme                 | MO          | Quinn Dawson          | Daniel Tanner         | Louis-David Chalifoux |
| 24. | 4 marca 2023     | Val St-Côme                 | DM          | Asher Michel          | Sam Cordell           | Landon Wendler        |
| 25. | 3 marca 2023     | Le Relais                   | AE          | Victor Primeau        | Alec Haineault        | Ian Schoenwald        |
| 26. | 4 marca 2023     | Le Relais                   | AE          | Victor Primeau        | Pierre-Olivier Côté   | Alec Haineault        |
| 27. | 9 marca 2023     | Stratton                    | MO          | Daniel Tanner         | Jackson Crockett      | Landon Wendler        |
| 28. | 10 marca 2023    | Stratton                    | DM          | Louis-David Chalifoux | Charles Beaulieu      | Landon Wendler        |
|     | 20 marca 2023    | Mammoth Mountain Ski Resort | SS          | Odwołano              | Odwołano              | Odwołano              |
|     | 21 marca 2023    | Mammoth Mountain Ski Resort | BA          | Odwołano              | Odwołano              | Odwołano              |
| 29. | 21 marca 2023    | Craigleith                  | SX          | Kristofor Mahler      | Carson Cook           | Gavin Rowell          |
| 30. | 22 marca 2023    | Craigleith                  | SX          | Carson Cook           | Zach Belczyk          | Gavin Rowell          |
| 31. | 25 marca 2023    | Stoneham                    | SS          | Bruce Oldham          | Rémi Asselin          | Kai Martin            |
| 32. | 26 marca 2023    | Stoneham                    | BA          | Kai Martin            | James Kanzler         | Jérémy Gagné          |
| 33. | 28 marca 2023    | Copper Mountain             | HP          | Ben Harrington        | Cael McCarthy         | Eugene Morris         |
| 34. | 8 kwietnia 2023  | Nakiska                     | SX          | Callum McEwen         | Carson Cook           | Jack Mitchell         |
| 35. | 9 kwietnia 2023  | Nakiska                     | SX          | Zach Belczyk          | Carson Cook           | Gavin Rowell          |

### Klasyfikacje
| Lp. | Zawodnik         | Punkty |
| --- | ---------------- | ------ |
| 1.  | Carson Cook      | 440    |
| 2.  | Tanner Murphy    | 435    |
| 3.  | Gavin Rowell     | 420    |
| 4.  | Zach Belczyk     | 370    |
| 5.  | Callum McEwen    | 370    |
| 6.  | Konnor Kimball   | 253    |
| 7.  | Zachary Reynolds | 245    |
| 8.  | Jack Mitchell    | 232    |
| 9.  | Andrew Wilson    | 213    |
| 10. | Garrett Musgrave | 192    |

| Lp. | Zawodnik        | Punkty |
| --- | --------------- | ------ |
| 1.  | Jérémy Gagné    | 220    |
| 2.  | Kai Martin      | 210    |
| 3.  | Bruce Oldham    | 192    |
| 4.  | Luca Harrington | 180    |
| 5.  | James Kanzler   | 156    |
| 6.  | Tate Garrod     | 140    |
| 7.  | Dylan Deschamps | 132    |
| 8.  | Tanner Blakely  | 126    |
| 9.  | Rémi Asselin    | 124    |
| 10. | Charlie Beatty  | 120    |

| Lp. | Zawodnik           | Punkty |
| --- | ------------------ | ------ |
| 1.  | Nick Geiser        | 230    |
| 2.  | Ben Harrington     | 196    |
| 3.  | Luke Harrold       | 160    |
| 4.  | Cael McCarthy      | 128    |
| 5.  | Tristan Feinberg   | 120    |
| 6.  | Adam Fiselier      | 116    |
| 7.  | Eugene Morris      | 116    |
| 8.  | Aaron Durlester    | 111    |
| 9.  | Nathaniel Bourgoin | 106    |
| 9.  | Connor Ladd        | 106    |

| Lp. | Zawodnik            | Punkty |
| --- | ------------------- | ------ |
| 1.  | Connor Curran       | 630    |
| 2.  | Victor Primeau      | 620    |
| 3.  | Alec Haineault      | 490    |
| 4.  | Ian Schoenwald      | 400    |
| 5.  | Gabriel Dion        | 379    |
| 6.  | Pierre-Olivier Côté | 343    |
| 7.  | Anthony Noel        | 334    |
| 8.  | Elliot Beauregard   | 280    |
| 9.  | Nicolas Martineau   | 236    |
| 10. | Louis Aumond        | 227    |

| Lp. | Zawodnik              | Punkty |
| --- | --------------------- | ------ |
| 1.  | Daniel Tanner         | 385    |
| 2.  | Louis-David Chalifoux | 365    |
| 3.  | Charlie Mickel        | 359    |
| 4.  | Landon Wendler        | 350    |
| 5.  | Sam Cordell           | 297    |
| 6.  | Samuel Goodison       | 275    |
| 7.  | Quinn Dawson          | 254    |
| 8.  | Asher Michel          | 236    |
| 9.  | Taketo Nishizawa      | 200    |
| 10. | Charles Beaulieu      | 187    |

| Lp. | Zawodnik              | Punkty |
| --- | --------------------- | ------ |
| 1.  | Daniel Tanner         | 240    |
| 2.  | Charlie Mickel        | 182    |
| 3.  | Louis-David Chalifoux | 180    |
| 4.  | Sam Cordell           | 175    |
| 5.  | Landon Wendler        | 170    |
| 6.  | Quinn Dawson          | 154    |
| 7.  | Samuel Goodison       | 121    |
| 8.  | Jackson Crockett      | 102    |
| 9.  | Taketo Nishizawa      | 100    |
| 10. | Garrett Marley        | 98     |

| Lp. | Zawodnik              | Punkty |
| --- | --------------------- | ------ |
| 1.  | Asher Michel          | 200    |
| 2.  | Louis-David Chalifoux | 185    |
| 3.  | Landon Wendler        | 180    |
| 4.  | Charlie Mickel        | 177    |
| 5.  | Samuel Goodison       | 154    |
| 6.  | Daniel Tanner         | 145    |
| 7.  | Charles Beaulieu      | 134    |
| 8.  | Sam Cordell           | 122    |
| 9.  | Jack Petrone          | 102    |
| 10. | Taketo Nishizawa      | 100    |

### Kobiety
| Lp. | Data             | Miejscowość                 | Konkurencja | 1. miejsce         | 2. miejsce         | 3. miejsce                      |
| --- | ---------------- | --------------------------- | ----------- | ------------------ | ------------------ | ------------------------------- |
| 1.  | 17 grudnia 2022  | Nakiska                     | SX          | Zoe Chore          | Kiersten Vincett   | Antoinette Tansley              |
| 2.  | 18 grudnia 2022  | Nakiska                     | SX          | Zoe Chore          | Antoinette Tansley | Emeline Bennett                 |
| 3.  | 21 stycznia 2023 | Apex Mountain               | MO          | Alli Macuga        | Shiori Asano       | Lulu Shaffer                    |
| 4.  | 22 stycznia 2023 | Apex Mountain               | DM          | Ashley Koehler     | Alli Macuga        | Kasey Hogg                      |
| 5.  | 24 stycznia 2023 | Copper Mountain Resort      | SS          | Jenna Riccomini    | Naomi Urness       | Ellie DeRosier                  |
| 6.  | 25 stycznia 2023 | Copper Mountain Resort      | HP          | Riley Jacobs       | Liu Yishan         | Emma Morozumi                   |
| 7.  | 28 stycznia 2023 | Winsport Calgary            | HP          | Emma Morozumi      | Marley Leavitt     | Ayden Fraser                    |
| 8.  | 29 stycznia 2023 | Winsport Calgary            | SS          | Ayden Fraser       | Naomi Urness       | Annarose Boulianne              |
| 9.  | 7 lutego 2023    | Gore Mountain Ski Area      | SX          | Emeline Bennett    | Morgan Shute       | Elizabeth Filiatrault           |
| 10. | 8 lutego 2023    | Gore Mountain Ski Area      | SX          | Morgan Shute       | Emeline Bennett    | Elizabeth Filiatrault           |
| 11. | 8 lutego 2023    | Deer Valley Resort          | MO          | Alli Macuga        | Kasey Hogg         | Kylie Kariotis                  |
| 12. | 9 lutego 2023    | Deer Valley Resort          | DM          | Alli Macuga        | Maya Mikkelsen     | Kylie Kariotis                  |
| 13. | 11 lutego 2023   | Aspen Snowmass              | HP          | Zhang Kexin        | Liu Yishan         | Piper Arnold                    |
| 14. | 12 lutego 2023   | Aspen Snowmass              | SS          | Jay Riccomini      | Naomi Urness       | Caoimhe Heavey                  |
| 15. | 15 lutego 2023   | Utah Olympic Park           | AE          | Dani Loeb          | Megan Smallhouse   | Karenna Elliott                 |
| 16. | 16 lutego 2023   | Utah Olympic Park           | AE          | Karenna Elliott    | Megan Smallhouse   | Dani Loeb                       |
| 17. | 19 lutego 2023   | Utah Olympic Park           | AE          | Karenna Elliott    | Megan Smallhouse   | Dani Loeb                       |
| 18. | 20 lutego 2023   | Utah Olympic Park           | AE          | Dani Loeb          | Megan Smallhouse   | Charlie Fontaine                |
| 19. | 27 lutego 2023   | Le Relais                   | AE          | Dani Loeb          | Charlie Fontaine   | Megan Smallhouse                |
| 20. | 27 lutego 2023   | Le Relais                   | AE          | Dani Loeb          | Megan Smallhouse   | Charlie Fontaine                |
| 21. | 1 marca 2023     | Sunday River Resort         | SX          | Abby McEwen        | Antoinette Tansley | Emeline Bennett                 |
| 22. | 2 marca 2023     | Sunday River Resort         | SX          | Antoinette Tansley | Emeline Bennett    | Abby McEwen                     |
| 23. | 3 marca 2023     | Val St-Côme                 | MO          | Ashley Koehler     | Alli Macuga        | Kylie Kariotis                  |
| 24. | 4 marca 2023     | Val St-Côme                 | DM          | Kasey Hogg         | Alli Macuga        | Jessica Linton                  |
| 25. | 3 marca 2023     | Le Relais                   | AE          | Dani Loeb          | Megan Smallhouse   | Rosalie Gagnon                  |
| 26. | 4 marca 2023     | Le Relais                   | AE          | Dani Loeb          | Charlie Fontaine   | Megan Smallhouse                |
| 27. | 9 marca 2023     | Stratton                    | MO          | Alli Macuga        | Kasey Hogg         | Jessica Linton                  |
| 28. | 10 marca 2023    | Stratton                    | DM          | Kylie Kariotis     | Kasey Hogg         | Ashley Koehler                  |
|     | 20 marca 2023    | Mammoth Mountain Ski Resort | SS          | Odwołano           | Odwołano           | Odwołano                        |
|     | 21 marca 2023    | Mammoth Mountain Ski Resort | BA          | Odwołano           | Odwołano           | Odwołano                        |
| 29. | 21 marca 2023    | Craigleith                  | SX          | India Sherret      | Hannah Schmidt     | Courtney Hoffos                 |
| 30. | 22 marca 2023    | Craigleith                  | SX          | Courtney Hoffos    | Abby McEwen        | Tiana Gairns                    |
| 31. | 25 marca 2023    | Stoneham                    | SS          | Jay Riccomini      | Naomi Urness       | Caoimhe Heavey                  |
| 32. | 26 marca 2023    | Stoneham                    | BA          | Jay Riccomini      | Naomi Urness       | Kathryn Gray                    |
| 33. | 28 marca 2023    | Copper Mountain             | HP          | Riley Jacobs       | Piper Arnold       | Emma Morozumi                   |
| 34. | 8 kwietnia 2023  | Nakiska                     | SX          | Zoe Chore          | Lucy Schmidt       | Courtney Hoffos Emeline Bennett |
| 35. | 9 kwietnia 2023  | Nakiska                     | SX          | Zoe Chore          | Courtney Hoffos    | Antoinette Tansley              |

### Klasyfikacje
| Lp. | Zawodniczka           | Punkty |
| --- | --------------------- | ------ |
| 1.  | Zoe Chore             | 495    |
| 2.  | Emeline Bennett       | 380    |
| 3.  | Antoinette Tansley    | 375    |
| 4.  | Morgan Shute          | 337    |
| 5.  | Courtney Hoffos       | 300    |
| 6.  | Elizabeth Filiatrault | 286    |
| 7.  | Abby McEwen           | 256    |
| 8.  | Kiersten Vincett      | 220    |
| 9.  | Maggie Swain          | 211    |
| 10. | Deia Steinmetz        | 184    |

| Lp. | Zawodniczka        | Punkty |
| --- | ------------------ | ------ |
| 1.  | Jay Riccomini      | 300    |
| 2.  | Naomi Urness       | 240    |
| 3.  | Ayden Fraser       | 200    |
| 4.  | Caoimhe Heavey     | 165    |
| 5.  | Jordan Peet        | 124    |
| 6.  | Annarose Boulianne | 122    |
| 6.  | Ellie DeRosier     | 122    |
| 8.  | Skye Clarke        | 109    |
| 9.  | Kathryn Gray       | 96     |
| 10. | Evelyn Mullie      | 93     |

| Lp. | Zawodniczka     | Punkty |
| --- | --------------- | ------ |
| 1.  | Emma Morozumi   | 220    |
| 2.  | Riley Jacobs    | 200    |
| 3.  | Piper Arnold    | 190    |
| 4.  | Marley Leavitt  | 175    |
| 5.  | Liu Yishan      | 160    |
| 6.  | Nikita Rubocki  | 140    |
| 7.  | Vienna Biletsky | 101    |
| 8.  | Zhang Kexin     | 100    |
| 9.  | Kaitlyn Reital  | 94     |
| 10. | Emma Grippi     | 84     |

| Lp. | Zawodniczka        | Punkty |
| --- | ------------------ | ------ |
| 1.  | Dani Loeb          | 720    |
| 2.  | Megan Smallhouse   | 600    |
| 3.  | Charlie Fontaine   | 465    |
| 4.  | Amelia Glogowski   | 345    |
| 5.  | Rosalie Gagnon     | 342    |
| 6.  | Catherine McEneany | 289    |
| 7.  | Kyra Dossa         | 274    |
| 8.  | Karenna Elliott    | 260    |
| 9.  | Sidney Stephens    | 148    |
| 10. | Miriana Perkins    | 137    |

| Lp. | Zawodniczka     | Punkty |
| --- | --------------- | ------ |
| 1.  | Alli Macuga     | 560    |
| 2.  | Kasey Hogg      | 445    |
| 3.  | Ashley Koehler  | 400    |
| 4.  | Kylie Kariotis  | 370    |
| 5.  | Jessica Linton  | 288    |
| 6.  | Maya Mikkelsen  | 285    |
| 7.  | Skylar Slettene | 200    |
| 8.  | Anabel Ayad     | 175    |
| 9.  | Lynnette Conn   | 173    |
| 10. | Dory Michaud    | 148    |

| Lp. | Zawodniczka     | Punkty |
| --- | --------------- | ------ |
| 1.  | Alli Macuga     | 300    |
| 2.  | Kasey Hogg      | 205    |
| 3.  | Ashley Koehler  | 195    |
| 4.  | Kylie Kariotis  | 160    |
| 5.  | Jessica Linton  | 160    |
| 6.  | Maya Mikkelsen  | 124    |
| 7.  | Skylar Slettene | 108    |
| 8.  | August Davis    | 94     |
| 9.  | Anabel Ayad     | 84     |
| 10. | Shiori Asano    | 80     |

| Lp. | Zawodniczka     | Punkty |
| --- | --------------- | ------ |
| 1.  | Alli Macuga     | 260    |
| 2.  | Kasey Hogg      | 240    |
| 3.  | Kylie Kariotis  | 210    |
| 4.  | Ashley Koehler  | 205    |
| 5.  | Maya Mikkelsen  | 161    |
| 6.  | Jessica Linton  | 128    |
| 7.  | Lynnette Conn   | 112    |
| 8.  | Romane Carreau  | 98     |
| 9.  | Skylar Slettene | 92     |
| 10. | Anabel Ayad     | 91     |

### Puchar Narodów
| Lp. | Państwo           | Punkty |
| --- | ----------------- | ------ |
| 1.  | Kanada            | 20750  |
| 2.  | Stany Zjednoczone | 17735  |
| 3.  | Japonia           | 1018   |
| 4.  | Australia         | 762    |
| 5.  | Nowa Zelandia     | 684    |
| 6.  | Chiny             | 438    |
| 7.  | Wielka Brytania   | 183    |
| 8.  | Belgia            | 74     |
| 9.  | Włochy            | 65     |
| 10. | Chile             | 50     |